# Fotógrafo

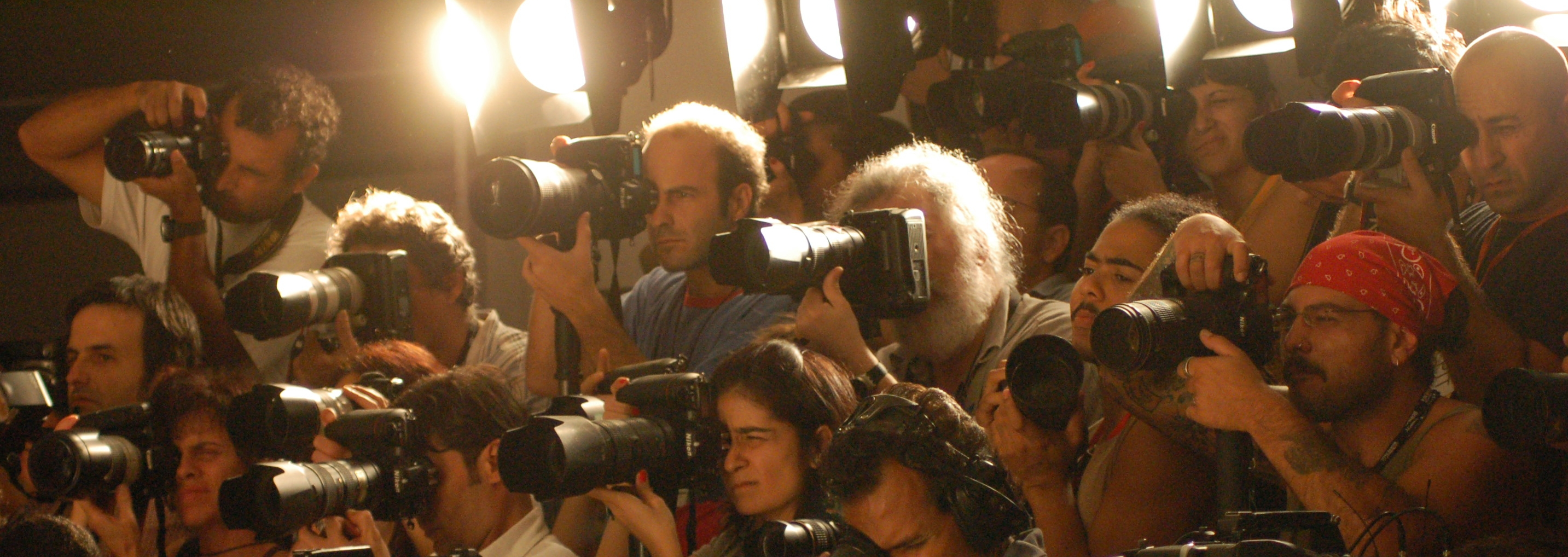
Fotógrafos durante una pasarela de modas en Brasil.

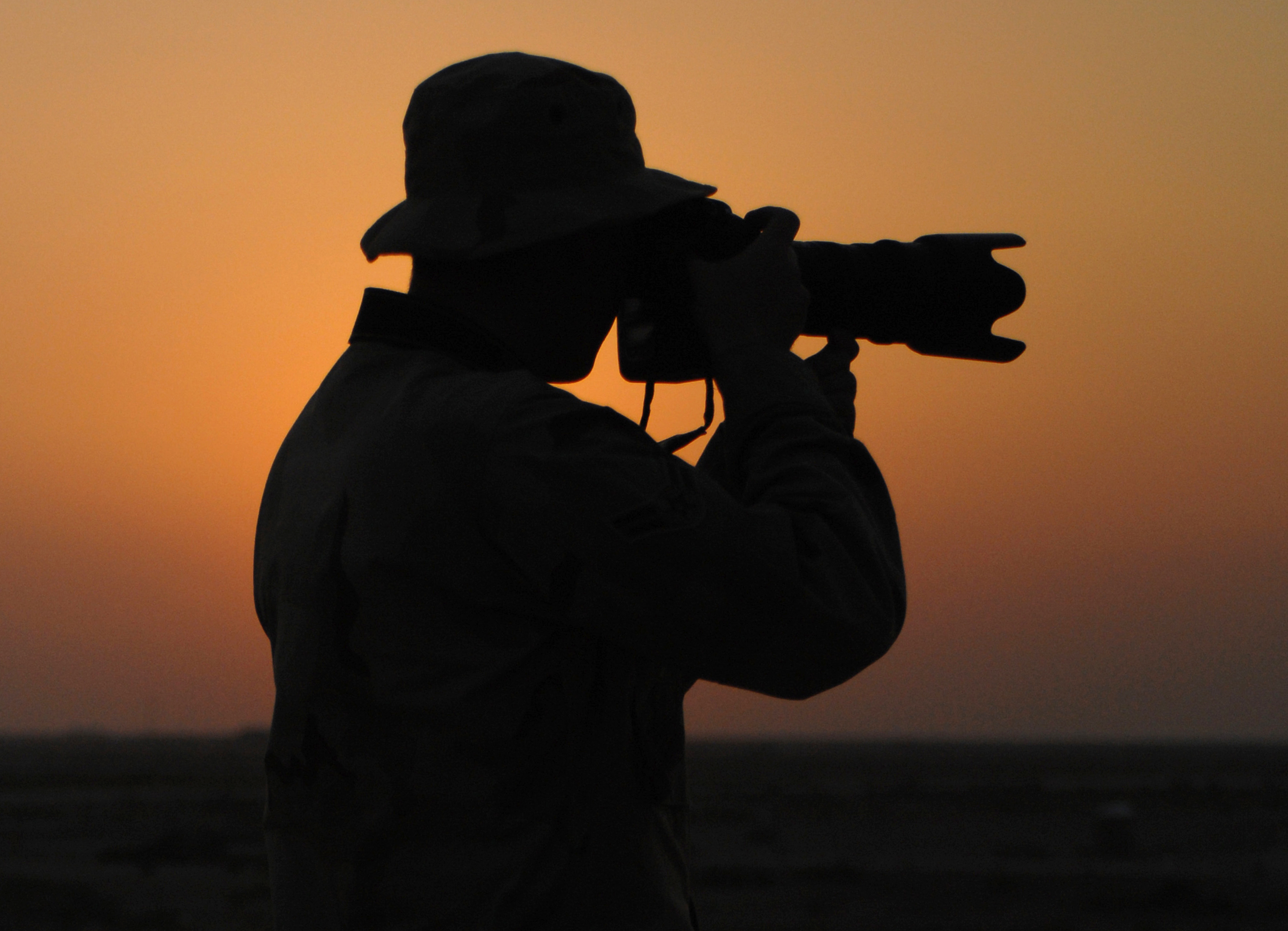
Fotógrafo militar en la Guerra de Irak.

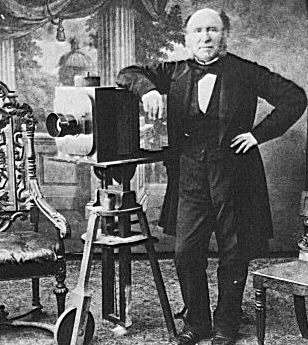
Fotógrafo de estudio, circa 1855.

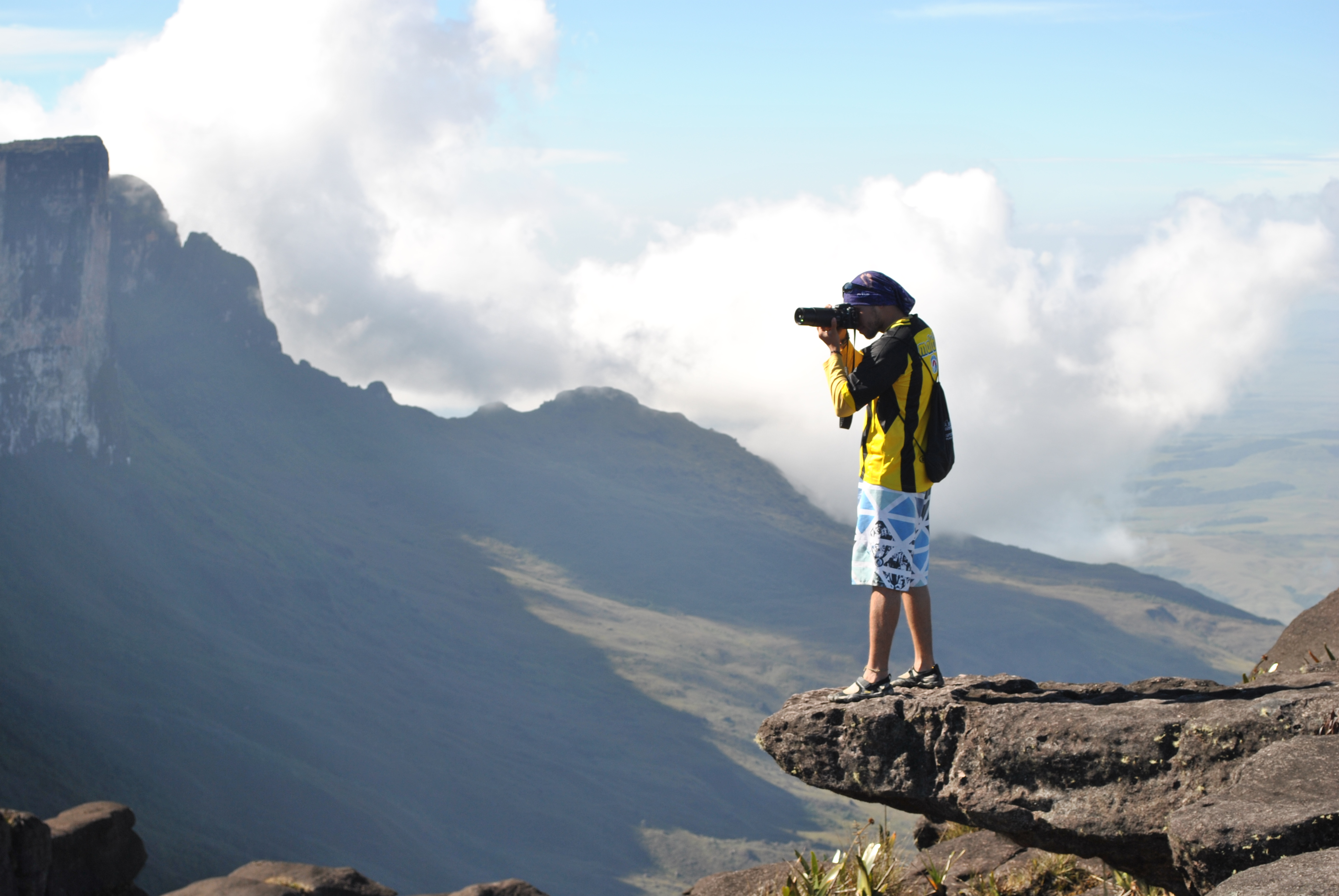
El fotógrafo venezolano Eloy J. Briceño en la cima del monte Roraima.

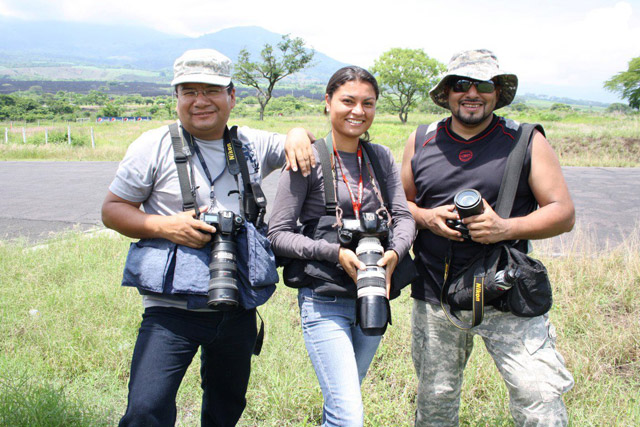
Fotógrafos deportivos en la pista del Autódromo El Jabalí en El Salvador.

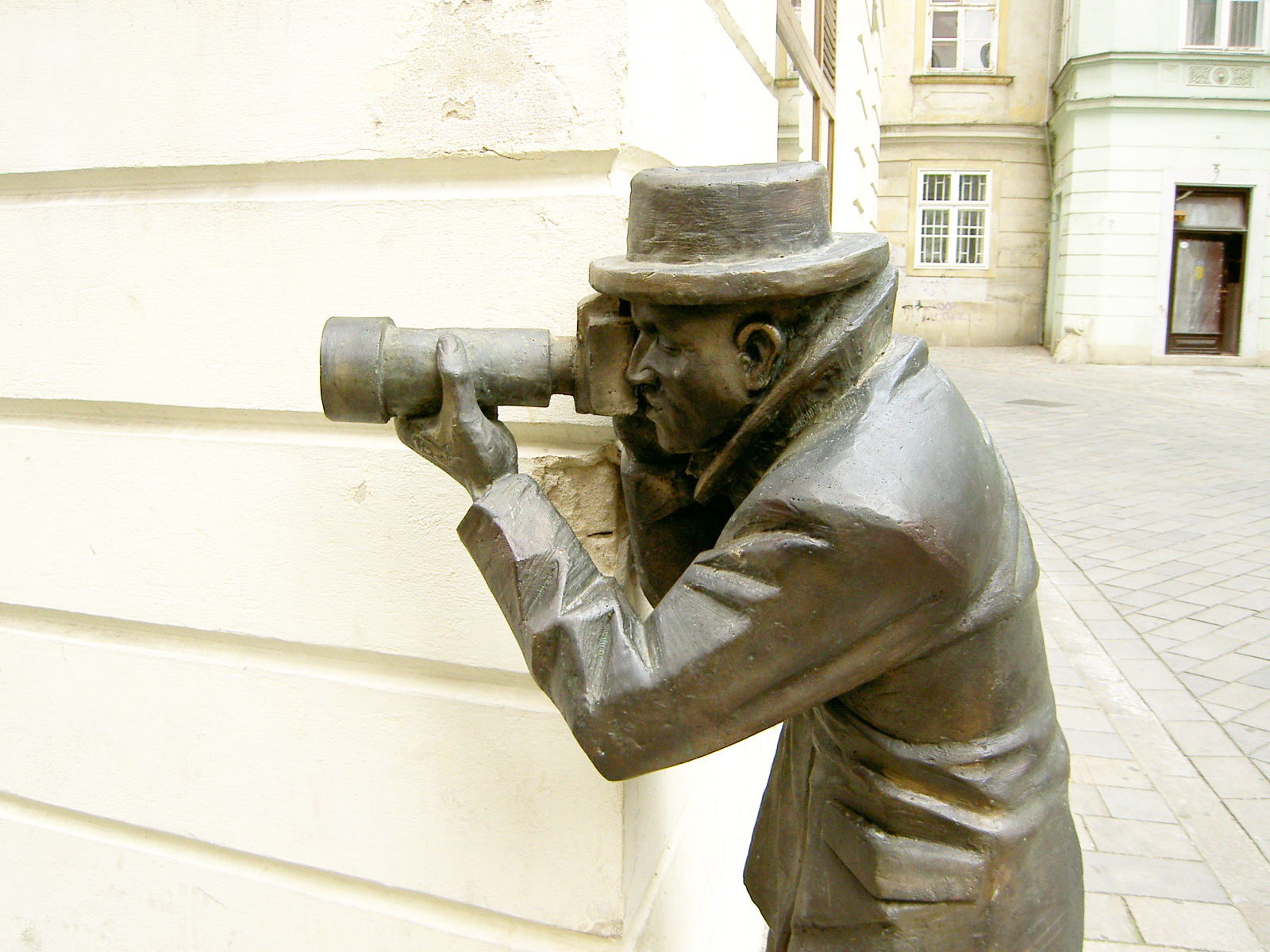
Escultura urbana en Bratislava.

Un fotógrafo o una fotógrafa (del griego φωτός, 'luz'; γράφος, 'escribir, dibujar') es aquella persona cuya actividad artística u ocupación consiste en tomar fotografías mediante el uso de una cámara u otro dispositivo capaz de almacenar una réplica bidimensional de la realidad.

## Especialidades fotográficas
Los fotógrafos suelen clasificarse con base en las temáticas en que se han especializado. Algunos exploran los temas típicos de pinturas: paisajes, bodegones y retratos. Otros se especializan en temas como fotografía callejera, fotografía documental, fotografía de modas, fotografía de boda, fotografía de guerra, fotoperiodismo y fotografía publicitaria. Existen especialidades relacionadas con otras profesiones, como la fotografía científica o forense, o con otras herramientas específicas como la fotografía aérea.
Los fotógrafos de bodas y otras celebraciones se presentan con su equipo en la fecha señalada en el lugar de celebración. En ocasiones, realizan previamente fotografías a la novia y su familia en su domicilio antes de la celebración. Luego, disparan fotografías a los contrayentes y acompañantes durante el acto y, tras este, a ellos mismos y a los invitados pidiéndoles que posen para él por grupos. Durante la cena, recorren todas las mesas del restaurante fotografiando a los comensales. Posteriormente, elaboran un álbum de la boda que entregan a los novios y se ponen a disposición de los invitados para venderles las fotos que les han hecho.
El fotoperiodista está especializado en la fotografía de hechos que ilustran las noticias de un medio de comunicación, como una revista o periódico. Para ello, se desplaza hasta el lugar indicado para tomar diferentes instantáneas. Luego, selecciona las de mayor calidad y más ilustrativas para la publicación o envía los negativos a la redacción para que lo hagan allí. Generalmente, están especializados en una sección informativa en particular como deportes, sucesos o política.
Los fotógrafos deportivos son aquellos que además de tener un gran conocimiento del deporte que cubren, tienen habilidad para obtener las fotografías en el momento preciso. Antes de una competición, el fotógrafo hace pruebas y busca los mejores ángulos. En la fotografía deportiva no solo se trata de obtener una buena composición sino que es necesario captar el momento más importante. En cuanto al equipamiento se recomienda una cámara réflex digital de gama alta o semiprofesional, que obture entre 6 a 10 tomas por segundo, y un teleobjetivo de 200 a 600 mm, con buena luminosidad.
Se denomina paparazzi a los fotógrafos que hacen fotografías de celebridades tomadas al descuido. 
La distinción entre la fotografía y el fotoperiodismo artístico u otros tipos de fotografía y técnicas asociadas no elimina el aspecto personal del trabajo de los grandes fotógrafos.
La fotografía es también un medio de expresión artística, no solo una forma de registrar el mundo que nos rodea, por lo tanto el artista también puede incorporar esta herramienta como medio de expresión de su mundo interior.

## Derechos de autor
El derecho de autor considera a las imágenes fotográficas a los fines de tutelar las imágenes de personas o de aspectos, elementos o hechos de la vida natural o social obtenidas mediante el empleo de un procedimiento fotográfico o proceso análogo.
Todos los autores, profesionales o no, tienen en exclusiva una serie de derechos de carácter económico y moral sobre su obra solo por el hecho de haberla creado.
Los derechos morales definen el respeto de su autoría sobre la obra y por tanto el deber de hacer constar siempre su nombre, y el derecho que no se modifique la obra sin su consentimiento. Los derechos morales son irrenunciables e inalienables. Por tanto, no cabe la renuncia y han de ser siempre respetados.
Corresponde al fotógrafo, salvo en algunas cuestiones relativas a los retratos fotográficos, el derecho exclusivo de reproducción, difusión y venta. Sin embargo, si la obra ha sido obtenida en el marco de contrato de arrendamiento de servicios o de trabajo, y bajo expreso consentimiento del autor, el derecho de reproducción, difusión y venta puede corresponder al responsable del encargo contractual, mientras que los derechos de autoría son irrenunciables. La duración de los derechos sobre la fotografía viene determinada por el acuerdo legal entre el autor y el responsable del encargo contractual.
El derecho también protege la privacidad del sujeto fotográfico. De hecho, está permitida la difusión de fotografías sin el permiso del sujeto solo en los casos de personajes públicos, entendidos como personas que, por trabajo o cargo público, resultan de notoriedad pública. En el resto de los supuestos, la persona titular de la obra debe obtener el permiso del sujeto a la publicación y exposición pública. En caso de hacerlo sin permiso del sujeto fotografiado, este tiene derecho a denunciar al fotógrafo.